# I u możnych dziwny
I u możnych dziwny – powieść historyczna Teodora Parnickiego wydana w 1964 roku.

## Okoliczności powstania
Na początku lipca 1961 Parnicki, szukając sposobu na zmniejszenie presji finansowej wywieranej na niego przez jego krajowego wydawcę, Pax, zwrócił się do Jerzego Giedroycia z propozycją wydania przez Instytut Kultury jego powieści. Do wyboru przedłożył dwa scenariusze. Pierwszy zakładał napisanie powieści nawiązującej do wydanej w 1955 przez Kulturę powieści Koniec «Zgody Narodów». Drugi – napisanie powieści, której akcja dzieje się na przełomie XVI i XVII wieku. Jej tematem miałaby być walka jezuitów z patriarchą Konstantynopola, wcześniej egzarchą prawosławnym na ziemiach Rzeczypospolitej, kalwinizującym Cyrylem Lukarysem. Dzięki zręcznej intrydze jezuitów sułtan Murad IV skazuje Lukarysa na śmierć. Głównym bohaterem powieści ma być polski, ewentualnie polsko-żydowski lub polsko-tatarski bękart. Z powodu swego polskiego pochodzenia zostaje wmieszany w szwedzkie aspiracje Zygmunta III i próby przywrócenia katolicyzmu w Szwecji. Wychowany przez jezuitów, za ich sprawą przez jakiś czas przebywa w kolonialnym Meksyku, po czym zostaje powołany do odegrania znaczącej roli w intrydze przeciw Lukarysowi. Giedroyć wybrał drugą możliwość.
W liście z 2 listopada 1961 do Giedroycia Parnicki zastanawiał się jak powieść zostanie przyjęta przez raczej tradycjonalistycznych czytelników emigracyjnych. Książka będzie bowiem szarganiem świętości, wyzwaniem [rzuconym] Sienkiewiczowi, w kategoriach jak gdyby biblijnych zmagań się Jakuba z Aniołem. W powieści ma się pojawić młody Zagłoba, który w Ogniem i mieczem napomykał o tym, co go spotkało w Stambule. Pisarz przewidywał, że prawdopodobny tytuł powieści, wzięty z I Kazania sejmowego Piotra Skargi, będzie brzmiał I możnym dziwny. Ponieważ Giedroyć skarżył się na trudności finansowe, w maju 1962 dopytywał się o szanse wydania powieści przez Instytut Kultury. Gdyby szanse te nie były wielkie, autor chciał przenieść motyw walki jezuitów z patriarchą Konstantynopola do któregoś z tomów Nowej baśni (III lub IV), stosując metodę dialogu fikcyjnego, czyli stykając ze sobą ludzi z różnych epok. W liście z 28 maja 1962 pisał, że chce by powieść miała za tło cały świat, jako że działalność jezuitów sięgała wówczas od Meksyku przez Japonię, może Filipiny, Rzeczpospolitą po Anglię i Hiszpanię. Zamierza też wprowadzić obok Sienkiewiczowskiego Zagłoby postać Dumasowską: D'Herblaya (Aramis).

## Cytowanie postaci
I u możnych dziwny jest powieścią o młodości i wieku dojrzałym Jana Onufrego Zagłoby, do czasu gdy spotkał w Czehryniu Jana Skrzetuskiego. Do powieści wprowadza również Parnicki bohaterów Dumasa. Zabieg ten, podobny do spotykanych we wcześniejszych powieściach cytatów z poezji czy dramatu z innej epoki, bardzo wyraźnie uprzytamnia czytelnikowi literackość czytanego utworu, drastycznie przypomina bowiem o fikcyjności świata, z którym obcuje. Jeśli mógł on uwierzyć, że Chozroes ze Słowa i ciała, mógł być autorem listów do Markii, czytając o Zagłobie i dzielnym muszkieterze, panu d’Artagnan, nie może poddać się iluzji. Parnicki dodatkowo zderza bowiem ze sobą dwie odrębne fikcje i sprawia, że pęka integralność każdej z nich. Obie okazują się jedynie zmyśleniem. Rzeczywistość przedstawiona zostaje wzięta w nawias, jako czyjaś wypowiedź.
Ujawnienie literackości służy autorowi do przeprowadzenia krytyki utrwalonych sposobów powieściowego mówienia, szczególnie tych, które w literaturze polskiej rozwinął Sienkiewicz. Polemikę ze swoim wielkim poprzednikiem toczy Parnicki od początku swej twórczości. Nowa wersja biografii Zagłoby, ma skłonić czytelnika do przemyślenia stosunku autora tej biografii do utrwalonej tradycji gatunku i jednoznacznie precyzuje adresata polemiki.

## Polemika z Sienkiewiczem
Cała powieść jest polemiką z sienkiewiczowskim i dumasowskim modelem epiki historycznej. W swoim kształcie pisarskim jest kontrpropozycją. Zamiast romansowo-przygodowej fabuły, pełnych rozmachu scen batalistycznych, bogactwa szczegółów obyczajowych, Parnicki proponuje pogłębioną analizę psychologiczną, refleksję historiozoficzną i odtworzenie kultury duchowej epoki. Jest to jednocześnie polemika z wizją historii i człowieka. Parnicki inaczej widzi polską historię. Różnica pomiędzy jego bohaterem Z., a sienkiewiczowskim Zagłobą najlepiej ilustruje istotę dialogu pisarza z polskością. Parnicki szuka w historii momentów uniwersalistycznych. Polską jest u niego przedstawiona z perspektywy dziejów powszechnych. Jest miejscem styku między Wschodem a Zachodem, prawosławiem a katolicyzmem, punktem gdzie ścierają się ze sobą wpływy romańskie, śródziemnomorskie ze skandynawskimi i ruskimi. Sienkiewicz przedstawiał Polskę rycerską i szlachecką, bujną i zamaszystą. Parnickiego interesuje Polska poetów, myślicieli polityków, reformatorów religijnych.

## Biografia Zagłoby
Zagłoba Parnickiego, po prostu Z., jest pisarzem, intelektualistą, niedoszłym jezuitą, mieszańcem polsko-żydowskim. Pisarz uczynił go bękartem i podrzutkiem, by pasją jego życia mogło być poszukiwanie swego rodowodu. Jego biografia jest fabularnym odpowiednikiem tego, co stanowi sens polemiki pisarza z Sienkiewiczem. Z. jest autorem pisanych po polsku dramatów historycznych, zna biegle kilka języków, jest znakomicie wykształcony teologicznie. W służbie Towarzystwa Jezusowego opłynął Ziemię. Był w Japonii, Abisynii, Konstantynopolu i Meksyku. W trakcie podróży przez trzy oceany pisze spowiedź, w której znajdują się opisy i analizy jego snów, refleksje na temat pracy nad dramatem o Niemirze, synu Żydówki, bękarcie królewskim, piastowskim, a nawet rozmowy z owym Niemirą. W pewnym momencie Z. zauważa, że pisana przez niego spowiedź straciła swój sens, że dziennik stał się rozrachunkiem z samym sobą, dziennikiem intymnym pisarza.
Z. decyduje się porzucić pisarstwo, zrezygnować z pisania dramatu, ponieważ dramat to dialog, konflikt ścieranie się i niepewność. Decyduje się przejść od wewnętrznego rozdwojenia i rozterki, będących skutkiem myślenia, do czynów, do sytuacji, w których podjęcie decyzji oznacza wybór tylko jednej możliwości. Odcina się od wahań, domaga się pewności. Milknie na kartach powieści Parnickiego ucieka do eposu. Staje się Sienkiewiczowskim Zagłobą, o którym opowiada już tylko narrator części trzeciej powieści: cytuje jego celne riposty przywołuje zdarzenia z życia jego i jego przyjaciół, Skrzetuskiego i Podbipięty.